# Airbus A330 MRTT
Airbus A330 MRTT (Multi Role Tanker Transport) – tankowiec powietrzny i wojskowy samolot transportowy powstały na bazie samolotu pasażerskiego Airbus A330-200. Używają go między innymi: Wielka Brytania, Francja, Australia i porozumienie europejskich krajów NATO. Nosi również oznaczenia krajowe: KC-30, Voyager, Phénix  i Husky.

## Historia
Głównym impulsem do stworzenia samolotu było zapotrzebowanie wielu państw na nowe samoloty tankujące oraz monopol Boeinga, który wcześniej rozpoczął prace rozwojowe nad modelem Boeing KC-767, opartego na cywilnym Boeingu 767-200ER, którego oferowano jako następcę 50-letnich KC-135 Stratotanker i równie wiekowych Boeing 707, wykorzystywanych w tej roli przez kilkanaście krajów.
W 2001 roku Airbus pracował już nad A310 MRTT dla wykorzystujących te samoloty do celów transportowych Niemiec i Kanady, kiedy Japonia zdecydowała o wyborze Boeinga KC-767J. Większy i bardzo popularny w Japonii samolot Boeinga górował nad oferowanymi wtedy A310. W 2002 roku Włochy zamówiły 4 KC-767A jako następcę swoich Boeing 707T/T.
Airbus zdecydował o budowie nowej, konkurencyjnej cysterny na bazie swojego najmłodszego i najlepiej sprzedającego się w swojej klasie szerokokadłubowego A330-200. Od tego momentu Airbus oferował znacznie większy samolot, który mógł zabrać o 20 t paliwa więcej od swojego konkurenta i za którym przemawiała bardziej nowoczesna konstrukcja. Airbus został wybrany w konkursach na samoloty tankujące w latach 2004–2009, rywalizując z Boeingiem kolejno w Wielkiej Brytanii (2004), Australii (2004), Zjednoczonych Emiratach Arabskich (2007), Arabii Saudyjskiej (2008) i USA (2008) oraz rywalizując z Ił-78 w Indiach (2009). Ten ostatni zakup nie został sfinalizowany, ponieważ strony nie doszły do porozumienia co do kosztów. Także USAF anulował wybór A330 MRTT (przemianowany już wtedy na Northrop Grumman KC-45A), który wygrał oryginalny konkurs KC-X. W tym przypadku zdecydowały protesty Boeinga, jego pracowników i naciski polityczne. Ostatecznie przetarg w 2011 roku na 179 cystern dla USAF po rozpatrzeniu nadesłanych ofert wygrał Boeing, a jego samolot oznaczono KC-46 Pegasus. Airbus startował wtedy w imieniu amerykańskiej filii EADS, ponieważ Northrop Grumman wycofał się w proteście przeciwko nowym kryteriom z 2009, które miały faworyzować mniejszy samolot. Na potrzeby rozwoju KC-45 Airbus ukończył jeden A330, który po skasowaniu programu pozostał na stanie producenta i w 2012 był oferowany Australii.
31 października 2012 roku komisja indyjska ponownie wybrała Airbusa jako preferowanego dostawcę sześciu tankowców w powtórzonym konkursie wartym potencjalnie 1,5 mld USD; tańszy w zakupie Ił-78 okazał się droższy w szacowanym okresie eksploatacji, a Boeing wycofał się w 2011. W październiku 2013 Paryż ogłosił, że zakupi 14 A330 MRTT (później liczbę zmniejszono do 12) dla zastąpienia floty 11 C-135FR, 3 KC-135R oraz 2 transportowych A340 i 3 A310. Wyboru dokonano już w 2011 roku bez przeprowadzania przetargu. W listopadzie 2014 Paryż zamówił pierwszego MRTT, samoloty otrzymają nazwę Phénix. W grudniu 2015 rząd w Paryżu powiększył zamówienie o osiem kolejnych sztuk. 13 grudnia 2018 roku zawarto umowę na finalne trzy A330, zamawiając łącznie 12 sztuk. W marcu 2014 Singapur potwierdził zainteresowanie zakupem 6 Airbusów A330 MRTT. 27 marca 2014 Airbus poinformował, że także Katar zamierza kupić dwa A330 MRTT. 30 czerwca 2015 Korea Południowa wybrała ofertę grupy Airbus w konkursie na nowe samoloty transportowo-tankujące z zamiarem zakupu czterech egzemplarzy. Republika Korei w przeszłości nie eksploatowała samolotów tego rodzaju. 30 czerwca 2015 Australia poinformowała o planie pozyskania dwóch kolejnych samolotów transportowo-tankujących KC-30, z dostawami w 2018 roku. W odróżnieniu od pięciu posiadanych samolotów, szósta i siódma maszyna mają zostać przebudowane w hiszpańskich zakładach Airbus Defence and Space w Getafe z używanych wcześniej przez linie Qantas A330-200.
W 2012 roku Europejska Agencja Obrony (EDA) uruchomiła program Multinational Multi-Role Tanker Transport Fleet (MMF). 28 lipca 2016 roku Holandia i Luksemburg podpisała memorandum ws. zakupu dwóch A330 MRTT, które powinny zastąpić holenderskie KDC-10 około 2020 roku. Zakup realizowany jest na rzecz NATO Support & Procurement Agency (NSPA) poprzez OCCAR i umożliwia dołączenie kolejnych państw do programu oraz zakup większej liczby samolotów transportowo-tankujących. Wśród zainteresowanych państw była też Polska, a zapotrzebowanie dla wszystkich potencjalnych partnerów obliczono na osiem samolotów. W 2017 roku do programu dołączyły Niemcy i Norwegia. 25 września 2017 OCCAR podpisała kontrakt na dalsze pięć MRTT z opcją na cztery sztuki finansowany przez Niemcy i Norwegię. Belgia dołączyła do programu MMF 14 lutego 2018, zwiększając łączne zamówienie do ośmiu sztuk.
19 stycznia 2011 podczas próbnego tankowania portugalskiego F-16 nad Oceanem Atlantyckim odpadł od KC-30 wyprodukowanego dla RAAF sztywny wysięgnik podający paliwo. Pierwszy samolot dla RAAF dostarczono 30 maja 2011, pierwotnie planowano rozpocząć dostawy w 2008 roku. 10 września 2012 roku podczas lotu nad Hiszpanią, tym razem od maszyny dla ZEA odpadł sztywny bom i spadł na niezamieszkane tereny.
W czerwcu 2014 para saudyjskich A330 MRTT uczestniczyły operacyjnie w misji przebazowania ośmiu myśliwców F-15S wojsk lotniczych, w drodze na ćwiczenia Red Flag Nellis w Nevadzie.

## Opis konstrukcji
Samolot w wersji bazowej po opuszczeniu francuskich zakładów Airbusa w Tuluzie jest przebudowywany przez Airbus Military (obecnie Airbus Defence and Space) w hiszpańskich zakładach koncernu w Getafe. Pierwszy samolot dla RAFu zaprezentowano 27 sierpnia 2010. Typ A330 MRTT uzyskał certyfikat w październiku 2010 roku. Pierwszy samolot dla Australii na tankowiec przebudowały w kwietniu 2011 działające na zlecenie EADS Iberia Maintenance w Madrycie. Cztery kolejne samoloty przebudowano w Australii przez Qantas Defence Services w Brisbane (obecnie Northrop Grumman Australia Integrated Defence Services). W zależności od konfiguracji samolot jest doposażony w dwa zasobniki Cobham 905E do podawania paliwa przewodem giętkim, montowane pod skrzydłami oraz opcjonalnie trzeci zasobnik typu Cobham 805E znajdujący się na końcu kadłuba. Substytucyjna instalacja to sztywny centralny podkadłubowy podajnik paliwa (ang. boom) oznaczony przez producenta ARBS (ang. Aerial Refuelling Boom System), samolot wyposażono też w instalację umożliwiającą pobieranie paliwa od innych cystern ze sztywnym przewodem. Systemy tankujące są obsługiwane przez operatora siedzącego w kokpicie, wykorzystując sterowanie zbliżone do fly-by-wire i siedem podwójnych kamer oznaczonych Boom Enhanced Vision System (BEVS). Francja będzie pierwszym krajem, który oprócz standardowej wersji, w drugiej transzy otrzyma samoloty w wersji combi z bocznymi drzwiami ładunkowymi (wprowadzone w wersji A330-200F, oblatanej w 2009 roku), umożliwiającymi załadunek palet na górny pokład oraz aparaturę do łączności satelitarnej i retranslacji danych między samolotami myśliwskimi.
30 września 2016 oblatano A330-200 MRTT w nowym standardzie produkcyjnym, oznaczony jako New Standard. Masa startowa nowej wersji została zwiększona do 238 t., o 20% wzrosła ładowność na dystansie 11 tys. km, zainstalowano nowy system identyfikacji swój-obcy Mod 5, wyświetlacze kokpitu, komputery i cyfrowe zestawy instrukcji dla załogi, zmniejszono zużycie paliwa. Konstrukcję objęły ulepszenia aerodynamiczne, modyfikacje płatowca i podwozia. Samoloty w tym standardzie odbiorą nabywcy począwszy od Singapuru, Francji i Korei Południowej.

## Wersje
A330 MRTT
Wersja bazowa, Airbus A330-200 przebudowany przez Airbus Military na latającą cysternę, standardowo wyposażony w dwa zasobniki Cobham 905E z przewodami giętkimi i centralny sztywny boom ARBS. Dla samolotów ZEA i Singapuru wybrano silniki Rolls-Royce Trent 772B, saudyjskie wyposażono w General Electric CF6-80.
KC-30A
Oznaczenie dla A330 MRTT nadane przez Królewskie Australijskie Siły Powietrzne, wyposażone w silniki General Electric CF6-80E. Konwersje czterech z pięciu oryginalnych A330 na KC-30 wykonano w Australii przez Qantas Defence Services w Brisbane. Dwa dodatkowe samoloty przebudowano z komercyjnych A330.
KC-45A
Oznaczenie nadane przez United States Air Force, wyposażony w dwa przewody elastyczne i centralny sztywny boom, silniki GE CF6-80E1A4B. Wybrana w 2008 wspólna oferta EADS/Northrop Grumman w ramach programu KC-X dotyczyła 179 tankowców, wybór anulowano. Samoloty miały być produkowane w nowych zakładach w Mobile, Alabama.
Voyager KC2
Oznaczenie Royal Air Force dla A330 MRTT z silnikami Rolls-Royce Trent 772B-60 oraz z dwoma elastycznymi przewodami do tankowania w zasobnikach podskrzydłowych typu Cobham 905E o wydajności 450 galonów (1703 l) na minutę. Jedyne dotychczas MRTT zamówione bez przewodu sztywnego. Zaplanowano siedem sztuk.
Voyager KC3
Identyczny do Voyager KC2, ale z trzecim elastycznym przewodem Cobham 805E umieszczonym na końcu kadłuba o wydajności 700 galonów (2650 l) na minutę. Zaplanowano siedem sztuk, ale dwa z nich bez zamontowanej trzeciej instalacji.
Phénix
Oznaczenie francuskie. Silniki Rolls-Royce. Samoloty drugiej transzy dla Francji są wyposażone we wrota załadunkowe na górnym pokładzie.

## Użytkownicy
Zamówiono 82 samoloty, dostarczono 64 sztuk (do maja 2025).
 Australia

- Royal Australian Air Force są pierwszym użytkownikiem, 20 grudnia 2004 roku Australia podpisała kontrakt na pięć A330 MRTT. Pierwszy samolot oznaczony przez wojsko KC-30A dostarczono 1 czerwca 2011[22], ostatni 3 grudnia 2012[28], pierwotnie dostawy miały rozpocząć się w listopadzie 2008. KC-30 zastąpiły w służbie RAAF cztery Boeingi 707. Samoloty należą do RAAF 33 Squadron w RAAF Base Amberley. Samoloty osiągnęły wstępną gotowość operacyjną 26 lutego 2013[29]. Zamówiono dwie dalsze sztuki (konwersje cywilnych A330), jeden z nich otrzyma kabinę VIP[30]. Szósty KC-30A dostarczono w 2017.

 Arabia Saudyjska

- Królewskie Saudyjskie Siły Powietrzne zamówiły sześć samolotów: po trzy w 2008 i w 2009. Pierwszy samolot dostarczono na przełomie 2012 i 2013, samolot przejęto oficjalnie do służby 25 lutego 2013 w bazie koło Rijadu, z dwuletnim opóźnieniem[31]. Do końca 2013 dostarczono trzy sztuki. W 2014 przekazano jedną sztukę. Samoloty osiągnęły gotowość operacyjną w 2014 roku. 18 czerwca 2015 dostarczono ostatniego MRTT dla Saudów[32]. Samoloty zastąpiły osiem Boeing KE-3A.

 Brazylia

- W 2022 Força Aérea Brasileira pozyskały dwa  wyprodukowane w 2014 r. dla Azul Linhas Aéreas A330-200 w celu przebudowy w latach 2024-2027 na wersję MRTT[33]. Samoloty o nr bocznych FAB-2901 i FAB-2902 służą także jako samoloty rządowe.

 Francja

- Armée de l’air – W 2014 ogłoszone zapotrzebowanie na łącznie 12 A330 MRTT dla zastąpienia floty C-135F, KC-135R, A310 i A340. W grudniu 2015 zamówiono osiem sztuk. 7 września 2017 oblatano pierwszy egzemplarz[34]. 19 października 2018 odebrano pierwszego Phénixa[35]. Dostawy 12 sztuk zakończono w październiku 2023. W 2020 zamówiono konwersję trzech cywilnych A330-200 wcielonych do służby jako samoloty transportowe, których konwersję ogłoszono w 2018 roku[36].

 Kanada

- Royal Canadian Air Force w 2023 zamówiły dziesięć samolotów (1 dla VIP i 8 tankowców) pod oznaczeniem CC-330 Husky. Pierwotnie w 2022 zakupiono 2 używane A330, a dalsze 4 miał dostarczyć Airbus, ale w 2023 zdecydowano kupić cztery nowe egzemplarze, a pięć używanych samolotów przebudować, w tym pierwszy jako samolot rządowy[37]. Konkurencyjną ofertę dot. Boeing KC-46 odrzucono w 2021 r. A330 zastępuje flotę pięciu Airbusów CC-150 Polaris[38]

 Korea Południowa

- Zamówiono cztery sztuki. Siły Powietrzne Republiki Korei dotychczas nie posiadały samolotów tankujących. Pierwszy dostarczono w listopadzie 2018[39].

 NATO

- Holandia,  Belgia,  Luksemburg,  Niemcy,  Norwegia,  Czechy

Koninklijke Luchtmacht – zamówiono łącznie dziesięć sztuk,które będą stacjonować w Eindhoven. Zastąpiły dwa McDonnell Douglas DC-10, cztery Airbus A310 MRTT. Samoloty w malowaniu holenderskim.
 Singapur

- Siły Powietrzne Republiki Singapuru otrzymają sześć MRTT, zastąpią cztery KC-135R Stratotanker. Pierwszy samolot dostarczono w sierpniu 2018, a odebrano go 1 września 2018[41]. W 2018 roku przekazano trzy sztuki.

 Wielka Brytania

- Royal Air Force dysponują 14 samolotami oznaczonymi jako Voyager. Zastąpiły Lockheed L-1011 i Vickers VC-10. Samoloty, wybrane w ramach programu Future Strategic Tanker Aircraft (FSTA), są własnością konsorcjum AirTanker (Airbus – samoloty, Rolls-Royce – silniki, Thales UK – awionika, Cobham – systemy tankowania, VT Aerospace – zarządzanie)[19], Lufthansa Technik będzie odpowiadać za serwis samolotów[42]. Kontrakt podpisano w marcu 2008. Do końca 2012 roku dostarczono trzy Voyagery KC2, w 2013 dalsze trzy, w 2014 cztery sztuki, w 2015 dwa, a w 2016 ostatnie dwa. 14 lipca 2016 dostarczono 14. Voyagera[43]. Samoloty rozpoczęły służbę 9 kwietnia 2012, stacjonują w bazie RAF Brize Norton[44]. 5 stycznia 2013 Voyager wylądował na Cyprze, po raz pierwszy transportująć pasażerów[45]. Na potrzeby transportu rządu za kadencji Davida Camerona odnowiono wnętrze jednego z samolotów za 10 mln GBP zastępując fotele klasy ekonomicznej 58 siedzeniami klasy biznes. Premier skorzystał z samolotu po aranżacji po raz pierwszy podczas szczytu NATO w Warszawie w 2016 roku[46].

 Zjednoczone Emiraty Arabskie

- Siły Powietrzne Zjednoczonych Emiratów Arabskich zamówiły 3 maszyny, pierwszy dostarczono 6 lutego 2013[47], drugi 16 maja, ostatni 5 sierpnia[48].

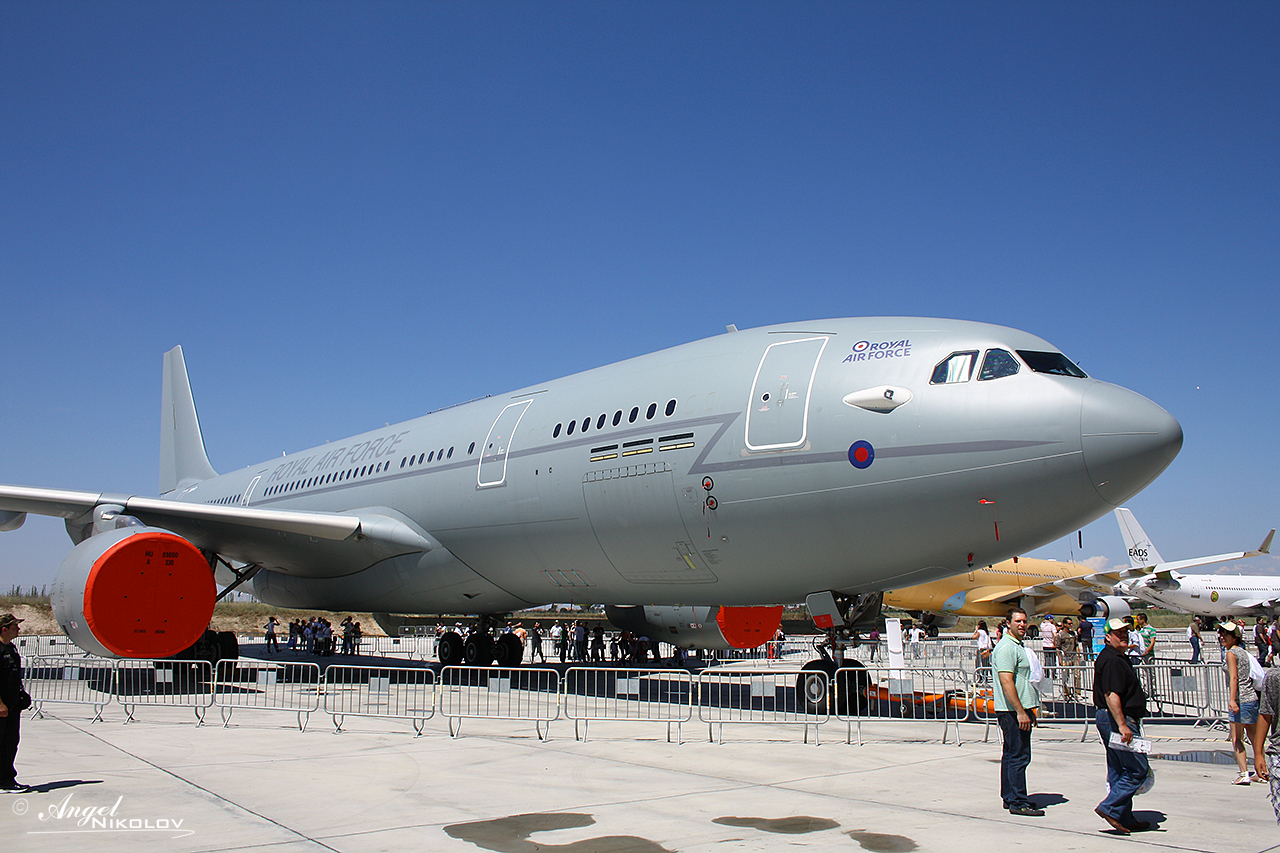
Airbus Voyager używany na rzecz RAF

| 2011 | 2012 | 2013 | 2014 | 2015 | 2016 | 2017 | 2018 |
| ---- | ---- | ---- | ---- | ---- | ---- | ---- | ---- |
| 6    | 5    | 7    | 5    | 3    | 2    | 1    | 5    |